# Буркина
Буркина — река в России, протекает в Томской области. Устье реки находится на 1-м км правого берега реки Корга. Длина реки составляет 13 км.
Берёт начало в малом озере болота Васюганской равнины на высоте 136 м нум. Впадает в Коргу на высоте более 115 м нум.
Верхняя часть проходит глубокому болоту, нижняя — по берёзово-осиновому лесу.

## Данные водного реестра
По данным государственного водного реестра России относится к Верхнеобскому бассейновому округу, водохозяйственный участок реки — Обь от впадения реки Кеть до впадения реки Васюган, речной подбассейн реки — Кеть. Речной бассейн реки — (Верхняя) Обь до впадения Иртыша.
Код объекта в государственном водном реестре — 13010700112115200028867.